# Matangi (musikalbum)
Matangi är det fjärde studioalbumet av den tamilsk-brittiska artisten M.I.A., utgivet den 1 november 2013 på egna bolaget N.E.E.T. Recordings genom Interscope Records.

## Låtlista
| Nr  | Titel                          | Kompositör                                                                  | Producent(er)                          | Längd |
| --- | ------------------------------ | --------------------------------------------------------------------------- | -------------------------------------- | ----- |
| 1.  | Karmageddon                    | Maya Arulpragasam, Sugu Arulpragasam, Martin McKinney, Dave Taylor          | Sugu, Doc McKinney, Switch[a]          | 1:34  |
| 2.  | MATANGI                        | M. Arulpragasam, Taylor, Kyle "Micky Park" Edwards                          | Switch, So Japan[b]                    | 5:12  |
| 3.  | Only 1 U                       | M. Arulpragasam, Taylor, Kyle "Micky Park" Edwards                          | Switch, M.I.A., So Japan[b], Surkin[b] | 3:12  |
| 4.  | Warriors                       | M. Arulpragasam, Chauncey Hollis                                            | Hit-Boy                                | 3:41  |
| 5.  | Come Walk with Me              | M. Arulpragasam, Taylor                                                     | Switch                                 | 4:43  |
| 6.  | aTENTion                       | M. Arulpragasam, Taylor                                                     | Switch                                 | 3:40  |
| 7.  | Exodus (featuring The Weeknd)  | M. Arulpragasam, Taylor, Abel Tesfaye, Carlo Montagnese, McKinney           | Switch                                 | 5:08  |
| 8.  | Bad Girls                      | M. Arulpragasam, Nate Hills, Marcella Araica                                | Danja                                  | 3:47  |
| 9.  | Boom Skit                      | M. Arulpragasam, Hollis, R. Muhammed                                        | Hit-Boy, Haze Banga[c]                 | 1:15  |
| 10. | Double Bubble Trouble          | M. Arulpragasam, Ruben Fernhout, Jerry Leembruggen, Rypke Westra            | The Partysquad                         | 2:59  |
| 11. | Y.A.L.A.                       | M. Arulpragasam, Fernhout, Leembruggen, J. Brightman                        | The Partysquad                         | 4:23  |
| 12. | Bring the Noize                | M. Arulpragasam, Benoit Heitz, Taylor, Jean-Baptiste de Laubier, Hugues Rey | Switch, Surkin                         | 4:35  |
| 13. | Lights                         | M. Arulpragasam, S. Arulpragasam, Rosalee Pfeffer                           | Sugu, Switch                           | 4:35  |
| 14. | Know It Ain't Right            | M. Arulpragasam, McKinney                                                   | McKinney                               | 3:42  |
| 15. | Sexodus (featuring The Weeknd) | M. Arulpragasam, McKinney, Tesfaye, Montagnese                              | Hit-Boy, Haze Banga[c]                 | 4:50  |

Noter
- ^[a]  betecknar en sångproducent
- ^[b]  betecknar en ytterligare producent
- ^[c]  betecknar en medproducent